# Psammophylax variabilis
Psammophylax variabilis är en ormart som beskrevs av Günther 1893. Psammophylax variabilis ingår i släktet Psammophylax och familjen snokar.
Denna orm förekommer i Afrika från Kongo-Kinshasa och Etiopien till norra Botswana. Honor lägger inga ägg utan föder levande ungar.

## Underarter
Arten delas in i följande underarter:
- P. v. variabilis
- P. v. multisquamis